# Santiago Bottini
Pour les articles homonymes, voir Bottini.
Santiago Bottini, né le 14 septembre 1984, est un joueur de rugby à XV argentin (1,80 m pour 87 kg). Il évolue au poste de demi d'ouverture au sein de l'effectif de l'Alumni Athletic Club.

## Carrière
- Jusqu'en 2007 : Alumni Athletic Club
- 2007-2008 : AS Béziers
- 2008-2009 : Montpellier Hérault rugby
- depuis 2010 : Alumni Athletic Club